# Mühlhaldenweiher
Das Gebiet Mühlhaldenweiher ist ein mit Verordnung vom 17. Dezember 1991 ausgewiesenes Naturschutzgebiet (NSG-Nummer 3.185) im baden-württembergischen Landkreis Konstanz in Deutschland.

## Lage
Das rund 18,6 Hektar große und aus zwei Teilflächen bestehende Naturschutzgebiet Mühlhaldenweiher gehört naturräumlich zum Hegau. Es liegt auf der Gemarkung Dettingen, etwa zehn Kilometer nordwestlich der Konstanzer Stadtmitte, zwischen Dettingen im Nordosten und der zu Allensbach gehörenden Ortschaft Kaltbrunn im Westen, auf einer durchschnittlichen Höhe von 443 m ü. NHN.

## Schutzzweck
Wesentlicher Schutzzweck ist die Erhaltung des Feuchtgebietes Mühlhaldenweiher, eines noch halbwegs intakten, bedeutendem Feuchtgebiets als Bindeglied zwischen den Mooren des unteren und mittleren Bodanrücks sowie Lebensraum seltener und gefährdeter Tier- und Pflanzenarten.

## Flora und Fauna
Folgende, seltene und teils vom Aussterben bedrohte Arten (Auswahl) sind im Naturschutzgebiet Mühlhaldenweiher beschrieben:

### Flora
- Binsengewächse
  - Stumpfblütige Binse (Juncus subnodulosus)
- Doldenblütler
  - Sumpf-Haarstrang oder Ölsenich (Peucedanum palustre)
- Korbblütler
  - Berg-Aster oder Kalk-Aster (Aster amellus)
- Nelkengewächse
  - Kartäusernelke (Dianthus carthusianorum)
- Primelgewächse
  - Hohe Schlüsselblume (Primula elatior)
- Rohrkolbengewächse
  - Schmalblättriger Rohrkolben (Typha angustifolia)
- Rosengewächse
  - Rötliches Fingerkraut (Potentilla heptaphylla)
- Rötegewächse
  - Moor-Labkraut (Galium uliginosum)
- Sauergrasgewächse
  - Schwarzschopf-Segge (Carex appropinquata)
  - Steife Segge (Carex elata)
- Schachtelhalmgewächse
  - Teich-Schachtelhalm (Equisetum fluviatile)
- Seerosengewächse
  - Weiße Seerose (Nymphaea alba)
- Wegerichgewächse
  - Gewöhnlicher Tannenwedel (Hippuris vulgaris)

### Fauna
- Brutvögel
  - Mittelspecht (Dendrocopos medius)
  - Moorente (Aythya nyroca)
  - Neuntöter (Lanius collurio)
  - Rotmilan (Milvus milvus)
  - Schwarzmilan (Milvus migrans)
  - Schwarzspecht (Dryocopus martius)
  - Zwergdommel (Ixobrychus minutus)
- Zugvögel
  - Kiebitz (Vanellus vanellus)
  - Kolbenente (Netta rufina)
  - Krickente (Anas crecca)
  - Wachtel (Coturnix coturnix)
  - Wasserralle (Rallus aquaticus)
  - Wendehals (Jynx torquilla)
  - Zwergtaucher (Tachybaptus ruficollis)

## Zusammenhang mit anderen Schutzgebieten
Mit dem Naturschutzgebiet Mühlhaldenweiher sind das FFH-Gebiet „Bodanrück und westl. Bodensee“ (DE-8220-341), das Vogelschutzgebiet „Bodanrück“ (DE-8220-402) sowie das Landschaftsschutzgebiet „Bodanrück“ (3.35.009) als zusammenhängende Schutzgebiete ausgewiesen. (Stand: Mai 2018)